# Martine Nouet
Martine Nouet, née le 6 février 1951 est une journaliste française, critique gastronomique, spécialiste du whisky et autrice de livres de cuisine.

## Biographie
Née en Normandie, elle vit depuis  2010 sur l'Île d'Islay, en Écosse .
En 2004, elle contribue à la naissance de Whisky Magazine France dont elle dirige l'édition pendant six ans, et elle est une contributrice régulière de l'édition anglaise.
En avril 2012, elle est la première française à être élevée au rang de « Master Of Malt », par l'institution écossaise des « Keepers Of The Quaich ». On la surnomme « la reine de l'alambic ».
Elle est l'autrice de plusieurs ouvrages sur le whisky et sur les eaux-de-vie ainsi que de nombreux livres de recettes, notamment sur la cuisine normande.